# Tonsatz
Der Begriff Tonsatz oder einfach Satz bezeichnet in der Musiktheorie, insbesondere in den Harmonielehren, das Anordnen (Setzen) der Töne bzw. Noten in mehrstimmigen Werken der Musik. Beispiel: Das Einrichten der mehrstimmigen Version einer Melodie bezeichnet man als mehrstimmigen Satz. Tonsatz ist somit ein handwerklicher Aspekt von Komposition und Arrangement; in dieser Eigenschaft ist er Gegenstand der Satzlehre und Bestandteil eines Musikstudiums. Als Bezeichnung von Stellen an deutschsprachigen Musikhochschulen („Lehrauftrag für Tonsatz“, „Professur für Tonsatz“ etc.) steht der Begriff zumeist als Teil für die Gesamtheit der künstlerisch-wissenschaftlichen Fächer im Bereich Musiktheorie.
Ein Spezialgebiet ist die historische Satzlehre. Damit bezeichnet man eine Ausrichtung der Musiktheorie, in der auf der Grundlage von Quellen und Musikwerken historische Kompositionstechniken erforscht und für die heutige Praxis didaktisch genutzt werden. Historische Satzlehre ist als akademisches Fach an Universitäten und Musikhochschulen vertreten, insbesondere an Instituten für Alte Musik.
Traditionelle Tonsatzlehren unterscheiden in der Hauptsache homophone und polyphone Satztechniken.
Spezielle Satztypen sind unter anderem der Vierstimmiger Satz, Kanon und Fuge.
Den verschiedenen Besetzungen von Musikstücken entsprechend werden ferner Vokal-, Lied-, Chor-, Instrumental-, Streichquartett-, Orchester- und viele andere Sätze unterschieden, die die jeweiligen klanglichen und spieltechnischen Besonderheiten berücksichtigen.
Ein sogenannter strenger Satz, wie er aus methodischen Gründen in Harmonielehren gelehrt wurde, findet sich kaum in Kompositionen. Von Hugo Distler wurde ein solcher strenger Tonsatz Harmonielehresatz genannt.